# Zil (oppervlaktemaat)
Zil is een oude Zuid-Kempense oppervlaktemaat, die overeenkomt met de oppervlakte die een landbouwer met paard en ploeg kon omploegen op een werkdag. Afhankelijk van de ondergrond (al dan niet leemhoudend) verschilt deze oppervlakte van streek tot streek. Bij de echte Kempense zandgrond bedraagt deze oppervlakte een derde van een hectare, wat dus neerkomt op 33 are.
De aanduiding zil vindt men terug in een aantal plaats- en straatnamen. In Herselt-Blauberg is er het "Zillekespad", in Tessenderlo het natuurgebied "de Zeventig Zillen" en in Kaggevinne (Diest) het Zeven Zillenerf. 
Dit wordt ook beschreven in een Vlaams volksverhaal.